# Quartetto di Cremona
Le  Quartetto di Cremona est un quatuor à cordes italien fondé en 2000.

## Formation
- Cristiano Gualco - violon I (Stradivari Paganini-Conte Cozio di Salabue, 1727[1],[2]; Guadagnini "Cremonensis", 1767; Amati, 1640).
- Paolo Andreoli -  violon II (Stradivari Paganini-Desaint, ca. 1680[3]; Testore (it), ca. 1752).
- Simone Gramaglia - alto (Stradivari Paganini- Mendelssohn, 1731[4]; Gioachino Torazzi, ca. 1680).
- Giovanni Scaglione - violoncelle (Stradivari Paganini-Landenburg, ca. 1736[5]; Don Nicola Amati, 1712).

## Historique
Le Quartetto di Cremona est né en 2000, pendant une période d'études à l'Académie Stauffer (it) de Crémone avec Salvatore Accardo, Bruno Giuranna et Rocco Filippini. Après quelques changements au second violon et au violoncelle, la composition définitive de l'ensemble est trouvée en 2002. L'ensemble se perfectionne alors avec Piero Farulli (it) du Quartetto Italiano à la Scuola di Musica di Fiesole et avec Hatto Beyerle du Quatuor Alban Berg à l'European Chamber Music Academy (en). Le quatuor devient bientôt l'un des ensembles de musique de chambre les plus intéressants sur la scène internationale. Depuis l'automne 2011, le Quartetto di Cremona enseigne dans la classe de quatuor à cordes à l'Académie Stauffer de Crémone, ainsi qu'au Conservatoire Niccolò Paganini de Gênes. Il donne également des master classes dans toute l'Europe.
Invité à se produire régulièrement dans les principaux festivals et salles de concert à travers le monde, en Europe, en Amérique du Sud, en Australie et aux États-Unis : Barge Music de New York, à la Maison Beethoven et au  Beethovenfest  de Bonn, le Bozar de Bruxelles, le Festival de Turku, le Kammermusik Gemeinde à Hanovre et le Konzerthaus de Berlin, le Wigmore Hall à Londres, le Perth Festival en Australie.
Depuis 2011, il est "artiste en résidence" à la Società del quartetto di Milano (it) pour un projet de concert et de collaboration qui culmine en 2014 à l'occasion du 150e anniversaire de l'institution historique, avec l'exécution intégrale des quatuors de Beethoven.
Depuis 2012, le groupe est également en résidence à l'Académie nationale Sainte-Cécile à Rome.
En septembre 2017, la Nippon Music Foundation, propriétaire du Quatuor Paganini, un ensemble extraordinaire composé d'instruments d'Antonio Stradivari ayant appartenu au grand virtuose génois Niccolò Paganini, a confié ces instruments si précieux au Quatuor de Crémone,,. Le Quatuor de Crémone est le premier quatuor à cordes italien à obtenir cette reconnaissance, pour laquelle il succède au Quatuor Hagen qui, à son tour, avait reçu le témoin, en 2013, du Tokyo String Quartet.

## Répertoire
Son vaste répertoire comprend les quatuors de Joseph Haydn, Mozart, Beethoven, Anton Webern, jusqu'aux œuvres du modernisme classique telles que Wolfgang Rihm et Helmut Lachenmann, avec un intérêt particulier pour les œuvres contemporaines de compositeurs italiens tels que Luciano Berio, Lorenzo Ferrero, Luigi Nono et Fabio Vacchi.
En 2011, le Quartetto di Cremona a publié l'intégrale des quatuors de Fabio Vacchi.

## Prix et distinctions
La ville de Crémone a honoré les artistes en les faisant citoyens d'honneur de la commune. Ils ont été choisis par l'association "The Friends of Stradivari" pour promouvoir et développer la connaissance de Crémone dans le domaine de la lutherie. Parmi les prix reçus, on peut citer :
- un deuxième prix au Concours international de musique de chambre de Melbourne,
- un deuxième prix au Concours international de musique de chambre Vittorio Gui,
- lauréat du Concours Vittorio Veneto et lauréat du Concours international de Crémone
- lauréat du Concours international de salle de concert Web [5].
- 2002 Franco Gulli Award for the best Italian Chamber Music Ensemble
- 2005 Borletti – Buitoni Trust Foundation Fellowship
- 2017 ECHO Klassik[12]
- 2018 ICMA Award

## Discographie
- 2006 – Bartok, Haydn: Quatuors à cordes (Genuin)
- 2010 – Fabio Vacchi: String Quartets (Decca)
- 2012 – Italian Journey (Klanglogo)
- 2013 – Lorenzo Ferrero: Tempi di quartetto (Klanglogo)
- 2016 – Saint-Saens: Quintette avec piano, Quatuor à cordes no 1 - Andrea Lucchesini (Audite)
- 2018 – Beethoven: Intégrale des Quatuors à cordes (Audite)
- 2019 – Schubert: Quintette à cordes, Quatuor à cordes "Der Tod und das Mädchen" - Eckart Runge (Audite)